# Villa Tamaris
Pour les articles homonymes, voir Tamaris (homonymie).
La Villa Tamaris est un centre d’art situé à La Seyne-sur-Mer consacré à l’exposition de l’art contemporain.

## Collections permanentes
- Georges Autard, Nicolas Carrega, Claude-Jean Darmon, Gérard Titus-Carmel, Claude-Henry Pollet...

## Expositions
- Eugène Baboulène - Rétrospective 1923-1994, décembre 2000 - janvier 2001.
- Jean-Pierre Le Boul'ch - Rétrospective, 2005-2006.
- Lettrisme: Vue d'ensemble sur quelques dépassements précis (23 octobre-28 novembre 2010) Commissariat : Roland Sabatier.
- Yann Arthus-Bertrand - Yann Arthus-Bertrand : LEGACY, une vie de photographe-réalisateur, 12 juin au 29 août 2021, https://www.villatamaris.fr/fr/yann-arthus-bertrand-legacy